# IC 3385
IC 3385 је галаксија у сазвјежђу Береникина коса која се налази на листи објеката дубоког неба у Индекс каталогу.
Деклинација објекта је + 25° 25' 55" а ректасцензија 12h 28m 15,1s. Привидна величина (магнитуда) објекта IC 3385 износи 17,4 а фотографска магнитуда 18,0.